# Cullen, Louisiana
Cullen är en kommun (town) i Webster Parish i Louisiana. Vid 2020 års folkräkning hade Cullen 716 invånare.